# Ахмед, Нигяр
Нигяр Ахмед (1945, Лахор, Британская Индия — 24 февраля 2017, Лахор) — пакистанская активистка за права женщин, основавшая Женский форум действий и фонд Аурат. Она умерла в возрасте 72 лет.

## Ранние годы и образование
Ахмед родилась в Лахоре в 1945 году в семье Риазуддина Ахмада и Ахтар. Она получила раннее образование в монастыре Иисуса и Марии. Она получила степень магистра экономики в Правительственном колледже Лахора. Она была членом драматического клуба Государственного колледжа, а затем редактором известного журнала Ravi. Позже она поступила в Нью-Холл, Кембридж, на стипендию Содружества. После возвращения преподавала экономику в Университете Каид-и Азама.

## Феминизм
Вскоре после создания Женского форума действий в 1981 году в Карачи Ахмед основала отделения в Исламабаде и Лахоре в 1982 году. Живя в Исламабаде почти шестнадцать лет, она продолжала участвовать в женском движении. Она стала соучредителем Фонда Аурат в 1986 году вместе с Шелой Зия в эпоху диктатуры Зия-уль-Хака.

## Личная жизнь
Ахмед вышла замуж за Тарика Сиддики, государственного служащего в округе Сват. У них было двое сыновей, Билал и Ахмад. Её муж и оба сына получили докторскую степень.

## Смерть
В 2001 году у Ахмед диагностировали болезнь Паркинсона. В 2017 году она страдала от инфекции грудной клетки и попала в больницу в Лахоре, где умерла.

## Награды
В 2005 году её имя было номинировано на Нобелевскую премию мира среди других пакистанских женщин.
В 2010 году она получила награду Mohtarma Fatima Jinnah Life Time Achievement Award.